# Rio Cabaçal
O rio Cabaçal é um rio do estado de Mato Grosso no oeste do Brasil. É um afluente do rio Paraguai.